# Scoparia (Plantae)
Scoparia je biljni rod jednogodišnjeg raslinja, trajnica i polugrmova iz porodice trpučevki  (Plantaginaceae). Pripada mu 10 vrsta po tropskoj i suptropskoj Americi

## Opis
Zeljasto bilje, razgranato ili grmoliko. Listovi nasuprotni ili kovrčasti, na rubu cijeli ili nazubljeni. Cvjetovi 1-3 u čvoru. Pedicul vitak. Čaška 4- ili 5-režnjasta. Vjenčić gotovo pravilan. Prašnika 4, podjednakih; lokule prašnika različite, paralelne ili divergentne. Jajnik okruglast; ovule brojne. Stil apikalno proširen. Čahura jajolika do okruglasta, septicidna i sekundarno lokulicidna; zalisci tanki, rub evolventan. Sjemenki mnogo, sitno.
Najpoznatija je tipična vrsta Scoparia dulcis. cijela biljka je ljekovita, koristi se za liječenje zubobolje, pretjerane menstruacije, gonoreje, mučnine i vrtoglavice.

## Vrste
1. Scoparia aemilii Chodat
2. Scoparia dulcis L.
3. Scoparia elliptica Cham.
4. Scoparia ericacea Cham. & Schltdl.
5. Scoparia hassleriana Chodat
6. Scoparia mexicana R.E.Fr.
7. Scoparia montevidensis (Spreng.) R.E.Fr.
8. Scoparia nudicaulis Chodat & Hassl.
9. Scoparia pentapetala Deble & B.P.Moreira
10. Scoparia pinnatifida Cham.

## Sinonimi
- Kreidek Adans.; Fant. 2: 225 (1763)